# Chiesa di San Michele Arcangelo (Giano dell'Umbria)
La chiesa di San Michele Arcangelo è la parrocchiale di Giano dell'Umbria, in provincia di Perugia e arcidiocesi di Spoleto-Norcia; fa parte del vicariato Extraurbano.

## Storia
La chiesa di San Michele Arcangelo sorse tra i secoli XII e XIII, come anche dimostrerebbero anche la conformazioni dell'abside e dei muri esterni; ben presto, in seguito alla crescita di importanza del luogo di culto, vi fu traslato il fonte battesimale.
Nel 1542 il legato di Perugia e dell'Umbria Ascanio Parisani unì la chiesa alla mensa capitolare della cattedrale di Spoleto, da cui fu affrancata nel 1911.
La parrocchiale venne interessata da un ampio e consistente intervento di restauro nel 1926, condotto per volere di don Pacifico Scarponi.

## Descrizione

### Esterno
La facciata a della chiesa, rivolta a nordest e rivestita con blocchi di pietra, presenta centralmente il portale maggiore lunettato e il rosone, mentre l'ala laterale, posta sul lato sinistro, è caratterizzata dall'ingresso secondario a tutto sesto e da una bifora.
Non è presente la torre campanaria; vi è invece un piccolo campanile a vela con due aperture in cui sono alloggiate altrettante campane. 

### Interno
L'interno dell'edificio si compone di due navate, coperte dal tetto con travatura lignea e separate da pilastri, coronati da capitelli e sorreggenti la trabeazione; sulla navata maggiore si apre una cappella laterale. Al termine dell'aula si sviluppa il presbiterio, rialzato di un gradino, ospitante l'altare postconciliare e chiuso dall'abside di forma semicircolare.
Qui sono conservate diverse opere di pregio, tra le quali i lacerti di affreschi raffiguranti l'Incoronazione della Vergine con i Santi Pietro e Michele Arcangelo, risalente al 1501, e il Crocifisso in legno, intagliato nel XVI secolo.